# Chris Malonga
Chris Malonga (* 11. Juli 1987 in Sens) ist ein kongolesischer Fußballspieler im linken Mittelfeld. Der gebürtige Franzose spielte auch in der Schweiz und in Portugal.

## Karriere
2004 kam er im Alter von fast 17 Jahren zum AS Nancy. Im Jahre 2006 wurde er erstmals für die kongolesische Nationalmannschaft nominiert und absolvierte bisher drei Spiele, in denen er ein Tor schoss. 2008 gelang ihm beim AS der Durchbruch ins Profiteam unter Trainer Pablo Correa. Der Linksfuß erhielt einen Vertrag bis 2011, wurde zur Saison 2010/11 jedoch vom AS Monaco verpflichtet. Mit Monaco stieg er 2011 in die Ligue 2 ab.
Im September 2013 schloss sich Malonga dem portugiesischen Erstligisten Vitória Guimarães an.